# De La Soul Is Dead
De La Soul Is Dead ist das zweite Studioalbum des Hip-Hop-Trios De La Soul. Es wurde im Mai 1991 veröffentlicht und entstand wie sein Vorgänger, das Debütalbum 3 Feet High and Rising, in Zusammenarbeit mit dem Produzenten Prince Paul und hat den Charakter eines Konzeptalbums. Alle Titel sind lose in eine Geschichte eingebunden, die von eingeschobenen Kurzhörspielen (Skits) getragen wird.
Das Musikmagazin Rolling Stone listete das Album unter den „100 besten Alben der Neunziger“ auf Platz 87.

## Konzept
De La Soul Is Dead trägt die Züge eines Konzeptalbums. Die einzelnen Musikstücke sind in eine übergreifende Handlung einbettet. Die Geschichte wird durch ein Intro-Hörspiel eingeleitet und durch fünf eingeschobene Kurzhörspiele (Skits) weitergeführt. Visuell ergänzt werden die Skits durch eine kleine Comicgeschichte, die sich im MC-/CD-Booklet befindet. Auf einen Klingelton hin ist der Zuhörer aufgefordert, umzublättern und zum nächsten Bild zu wechseln.
Im Intro finden ein paar Kinder in einem Mülleimer ein De La Soul-Musiktape. „Hemroid“, der gerade mit seiner Posse vorbeizieht, entreißt den Kindern unter Gewaltanwendung das Tape und hört es sich gespannt an. In den Skits 1 bis 5 zeigt sich Hemroid jedoch enttäuscht und äußert sich negativ über das Tape. Er vermisst die Zuhälter, Waffen und Schimpfwörter. Er wirft das Band weg und es landet wieder da, wo es zu Beginn der Geschichte gelegen hat: im Mülleimer. Der letzte Satz des Albums wird beim Fortgehen gesagt und lautet: „Let's go play Hammer!“
Die Handlung endet, wie sie angefangen hat, und kann darum auch als unendliche Runderzählung angesehen und angehört werden – wie ein Musiktape in Autoreverse oder eine Compact Disc auf Repeat.
Das Album enthält zahlreiche popkulturelle Bezüge und Querverweise, u. a. eben zu Vanilla Ice, Die Simpsons (Pease Porridge), Tracy Chapmans Lied Fast Car (Bitties in the BK Lounge) und MC Hammer (SKIT 5).
Anlässlich des 25. Jahrestages am 13. Mai 2016 veröffentlichten De La Soul einen bisher unveröffentlichten Gratis-Track auf Soundcloud. Der Track trägt den Titel Sho Nuff und stammt aus den De La Sessions.

## Titelliste
Das Album erschien als LP, Kompaktkassette und Compact Disc. Die CD-Fassung weist gegenüber der Musikkassette vier zusätzliche Musiktracks auf, die hier mit [*] gekennzeichnet wurden.
| Seite 1 1. Intro 2. Oodles of O’s 3. Talkin’ Bout Hey Love (Stevie Wonder) 4. Pease Porridge 5. SKIT 1 6. A Roller Skating Jam Namned “Saturdays” (feat. Q-Tip) 7. WRMS’ Dedication to the Bitty (J. Sample) 8. Bitties in the BK Lounge (Lou Donaldson) 9. SKIT 2 10. Let, Let Me In 11. Afro Connections at a Hi 5 (In the Eyes of the Hoodlum) Seite 2 1. Rap De Rap Show 2. Millie Pulled a Pistol on Santa 3. SKIT 3 4. Pass the Plugs 5. Not Over til the Fat Lady Plays the Demo 6. Ring Ring Ring (Ha Ha Hey) 7. WRMS: Cat’s in Control (J. Sample) 8. SKIT 4 9. Shwingalokate 10. Fanatic of the B Word 11. Keepin’ the Faith (Bob Marley) 12. SKIT 5 | 1. Intro 2. Oodles of O’s 3. Talkin’ Bout Hey Love (Stevie Wonder) 4. Pease Porridge 5. SKIT 1 6. Johnny’s Dead aka Vincent Mason (Live From the BK Lounge) [*] 7. A Roller Skating Jam Namned “Saturdays” (feat. Q-Tip) 8. WRMS’ Dedication to the Bitty (J. Sample) 9. Bitties in the BK Lounge (Lou Donaldson) 10. SKIT 2 11. My Brother’s a Basehead [*] 12. Let, Let Me In 13. Afro Connections at a Hi 5 (In the Eyes of the Hoodlum) 14. Rap De Rap Show 15. Millie Pulled a Pistol on Santa 16. Who Do You Worship? [*] 17. SKIT 3 18. Kicked out the House [*] 19. Pass the Plugs 20. Not Over til the Fat Lady Plays the Demo 21. Ring Ring Ring (Ha Ha Hey) 22. WRMS: Cat’s in Control (J. Sample) 23. SKIT 4 24. Shwingalokate 25. Fanatic of the B Word 26. Keepin’ the Faith (Bob Marley) 27. SKIT 5 |

## Samples
Das Album enthält eine Fülle an Samples aller möglichen Musikrichtungen, wie Soul, Jazz, Hardrock, Reggae und Funk. Da einige Samples rechtlich und finanziell neu geklärt werden mussten, war das Album lange Zeit nicht als Download erhältlich – bis zum 3. März 2023. Unter anderem wurden Titel der folgenden bekannten Künstler gesampelt:
- James Brown – Oodles of O’s
- Stevie Wonder – Talkin’ Bout Hey Love
- Frankie Valli – A Roller Skating Jam Named “Saturdays”
- Lou Donaldson – Bitties in the BK Lounge
- The Doors – My Brother’s a Basehead
- Genesis – Who Do You Worship?
- Thin Lizzy – Who Do You Worship?
- Eric Burdon & War – Pass the Plugs
- Serge Gainsbourg – Not Over Till the Fat Lady Plays the Demo
- Lenny Kravitz – Not Over Till the Fat Lady Plays the Demo
- Aerosmith – Keepin’ the Faith
- Bob Marley & the Wailers – Keepin’ the Faith